# Audión

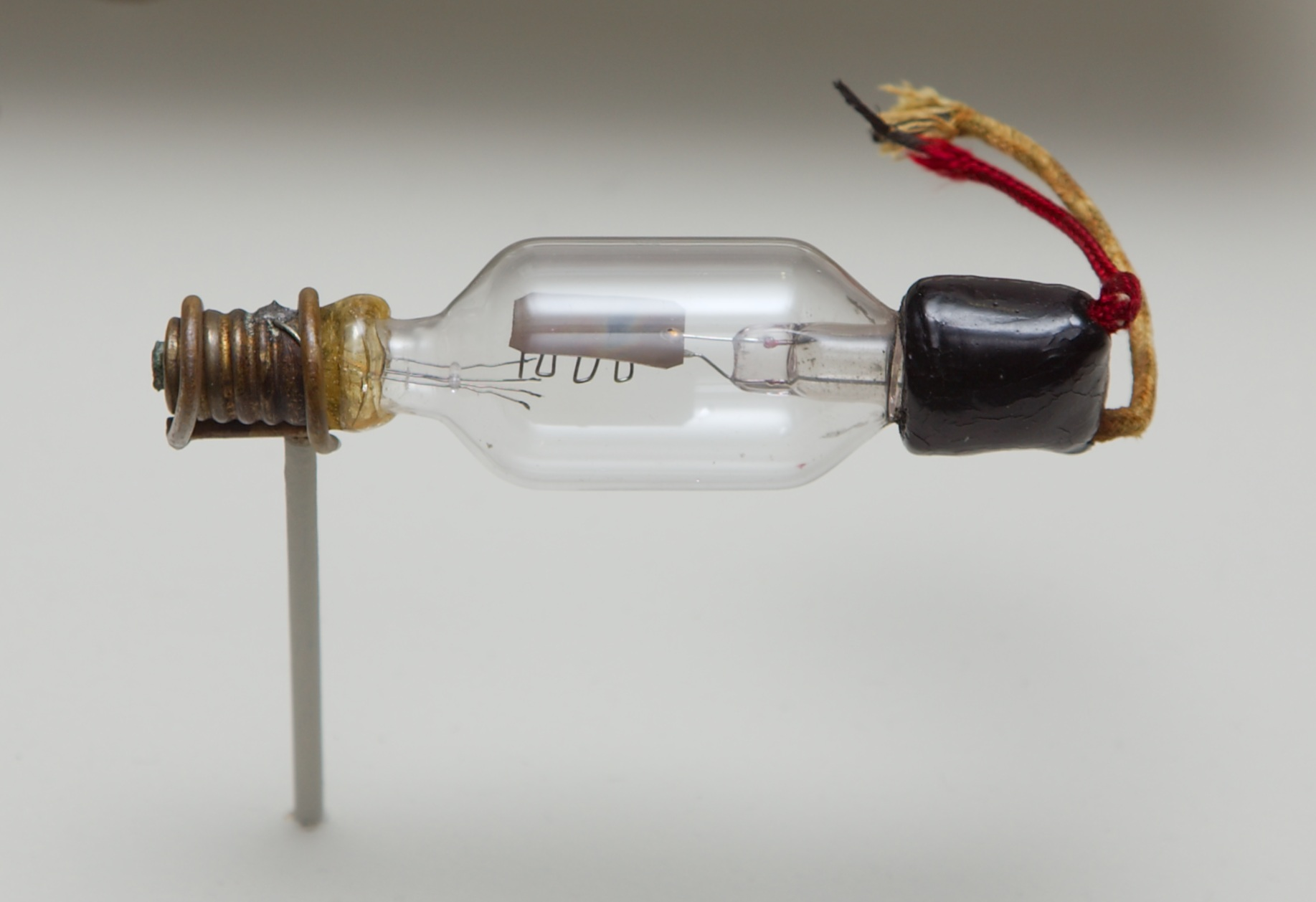
Un audión de 1906.

El audión es la primera válvula electrónica de tipo triodo inventada por el ingeniero eléctrico estadounidense Lee de Forest en 1906. Este aparato consta de un tubo de vidrio que contiene tres electrodos, un filamento calentado, una reja de control y un ánodo.
Es importante en la historia de la tecnología porque fue el primer dispositivo eléctrico utilizado para amplificar una pequeña señal eléctrica que podía controlar una corriente grande que fluía desde el filamento hasta la placa.
A diferencia de las válvulas de vacío posteriores, el primer audión tenía una pequeña cantidad de gas en el tubo, lo que De Forest creía necesario porque así limitaba el rango dinámico y a la vez le daba unas características no lineales y un funcionamiento errático.
Originalmente se desarrolló como un detector de recepción de radio agregándole un electrodo de rejilla al diodo de vacío, pero se le encontró poca utilidad. No fue hasta 1912 cuando la capacidad de amplificación fue reconocida por varios investigadores, que lo utilizaron para construir la primera amplificación de receptores de radio y osciladores electrónicos.
Como aparecieron muchas aplicaciones prácticas para la amplificación, el desarrollo del aparato fue rápido, y el audión original fue reemplazado por versiones mejoradas con más vacío, desarrolladas por Irving Langmuir en GE y otros. Estos fueron los primeros triodos de vacío modernos.

## Historia

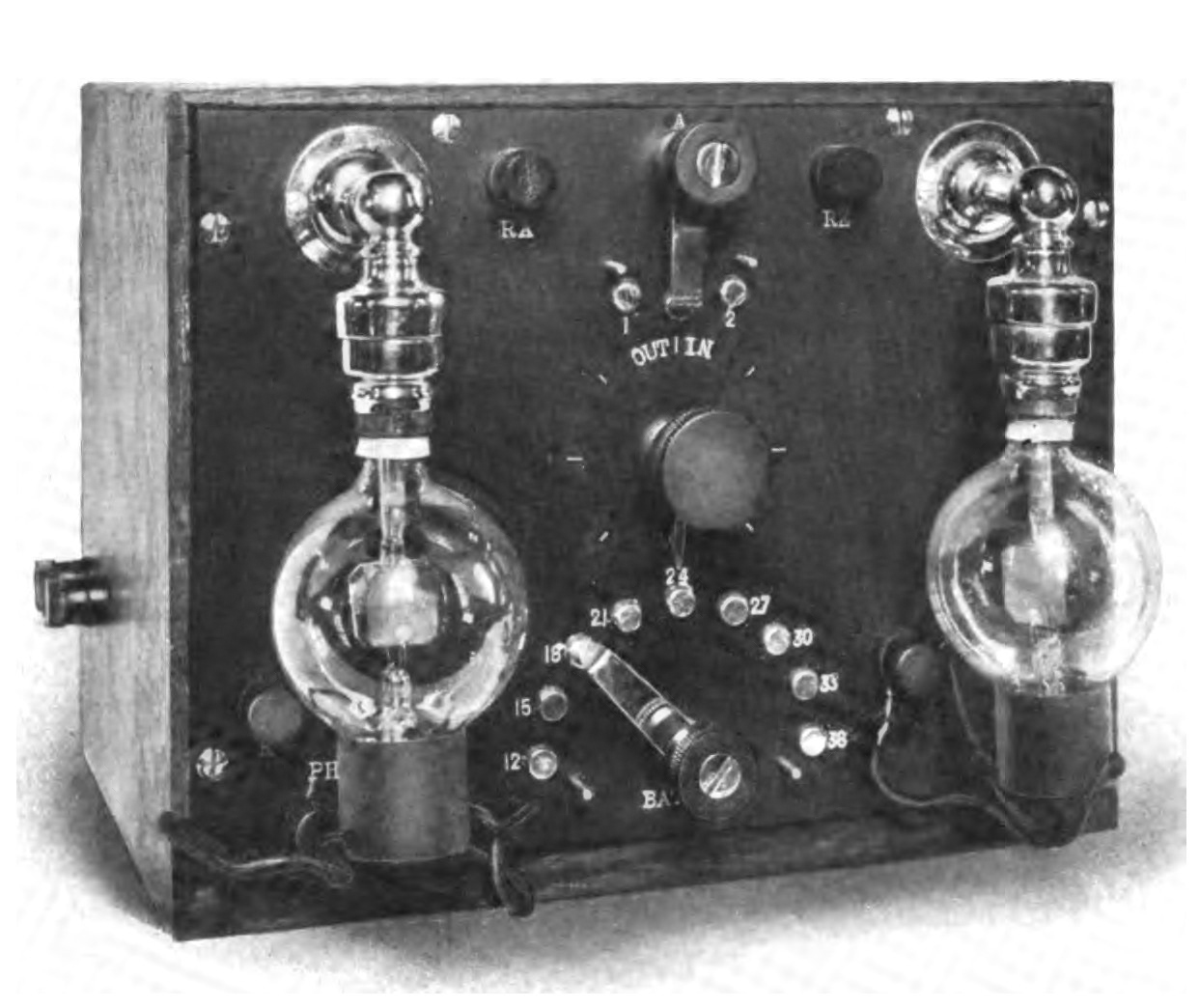
Uno de los primeros receptores de radio audión, construido por De Forest en 1914. Los tubos estaban montados al revés, con el filamento delicado colgando hacia abajo para evitar que se hundiera y tocara la rejilla. Fue un detector y amplificador de audio, que recibía la señal de radio de un sintonizador separado.

Ya desde mediados del siglo XIX se sabía que las llamas de gas eran eléctricamente conductoras, así muchos experimentadores habían notado que esta conductividad se veía afectada por la presencia de ondas de radio.
De Forest descubrió que el gas en un vacío parcial calentado por un filamento de luz convencional se comportaba de la misma manera, y que si un hilo se envolvía alrededor de la carcasa de vidrio, el dispositivo podría servir como un detector de señales de radio. En su diseño original, una pequeña placa de metal estaba sellada en la carcasa de la lámpara y esto se conectaba al terminal positivo de una batería de 22 voltios a través de un par de auriculares, al tiempo que el terminal negativo estaba conectado a un lado del filamento de la lámpara. Cuando las señales inalámbricas se aplicaron al alambre envuelto alrededor de la copa, causaron perturbaciones en la corriente del sonido que producen los auriculares.
Este fue un desarrollo importante mientras los sistemas inalámbricos comerciales existentes estaban fuertemente protegidos por patentes. Así un nuevo tipo de detector permitiría a De Forest comercializar su propio sistema. Con el tiempo se descubrió que si la conexión del circuito de antena a un tercer electrodo se coloca directamente en la trayectoria de corriente se mejora en gran medida la sensibilidad, pero en las primeras versiones era simplemente un trozo de alambre doblado con la forma de una reja de hierro, que llamó rejilla, nombre que perduró en las válvulas posteriores, colocado entre el filamento y la placa. Todo ello quedaba encerrado en una bombilla de vidrio.
En comparación con todos los dispositivos de la competencia en el momento, el audión era el único que no sacaba la potencia desde la antena o el circuito sintonizado, esto permitió que los circuitos operaran con la máxima selectividad. Con casi todos los otros sistemas, toda la energía para operar los auriculares tenía que venir del propio circuito de antena, y esto tendía a «amortiguar» los circuitos sintonizados, lo que limitaba la distinción entre frecuencias discretas.
Por lo tanto, al intentar descubrir un método para amplificar las ondas y al mismo tiempo, controlar el volumen del sonido, Lee de Forest construyó el primer amplificador electrónico en 1906, que posteriormente mejorará con el triodo en 1908.

### Patentes y disputas

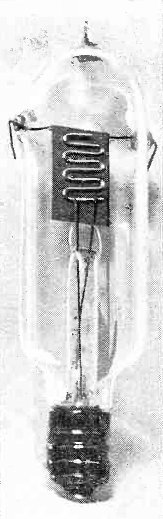
Primer prototipo de audio con rejilla (cables en zigzag) entre el filamento y la placa.

En un inicio, tanto De Forest como todos los otros subestimaron el potencial de su invento original, creyendo que se limitaba a aplicaciones militares. Es significativo que, al parecer, el inventor nunca vio su potencial como un amplificador para teléfonos.
A De Forest se le concedió un patente para su primera versión de dos electrodos del audión el 10 de noviembre de 1906 (US Patent 841.386), mientras que la versión "triodo" (tres electrodos) fue pantentada en 1908 ( US Patent 879.532).
De Forest reclamaba que desarrolló el audión independientemente de la investigación anterior de John Ambrose Fleming con la válvula termoiónica (por la cual recibió la patente de Gran Bretaña 24850 y la patente de la válvula de América Fleming (Patente de EE. UU. 803.684), y se vio envuelto en muchas disputas relacionadas con la radio y los patentes. De Forest era famoso por decir que «no sabía porque funcionó, simplemente lo hizo».
Siempre se refería a los triodos de vacío desarrollados por otros investigadores como "Oscilaudions", aunque no hay evidencia de que hiciera ninguna aportación significativa en su desarrollo. Es cierto que después de la invención del verdadero triodo de vacío en 1913, De Forest siguió con la fabricación de varios tipos de transmisión de radio y aparatos receptores. No obstante, describía habitualmente estos dispositivos como el uso de "audiones", de hecho utilizan triodos de alto vacío, utilizando circuitos muy similares a los que habían estado desarrollados.
En 1914, el estudiante de la Universidad de Columbia, Edwin Howard Armstrong trabajó con el profesor John Harold Morecroft para documentar a los principios eléctricos del audio. Armstrong publicó su explicación del audión en Electrical World en diciembre de 1914, con diagramas y gráficas de los circuitos del osciloscopio. En marzo y abril de 1915, Armstrong habló con el Instituto de Ingenieros de Radio en Nueva York y Boston, respectivamente, presentando su trabajo "Varios desarrollos recientes en el receptor audión", que fue publicado en septiembre. Una combinación de los dos documentos se reeditó en otras revistas, como los Anales de la Academia de Ciencias de Nueva York. Cuando Armstrong Y De Forest se enfrentaron en una disputa por la patente del circuito regenerativo, Armstrong fue capaz de demostrar de manera concluyente que De Forest aún no sabía cómo funcionaba.
El problema era que (posiblemente por distanciar su invención de la válvula de Fleming) las patentes originales de De Forest especifican que el gas de baja presión en el interior del audión era indispensable para su funcionamiento; pero los primeros audiones habían dado graves problemas de fiabilidad debido a este gas, ya que los electrodos metálicos lo absorbían. Los audiones a veces funcionaban muy bien, pero en otras ocasiones podían no funcionar en absoluto.
Así como el mismo De Forest, numerosos investigadores trataron de encontrar maneras de mejorar la fiabilidad del dispositivo, estabilizando el vacío parcial. Gran parte de la investigación que condujo al desarrollo de tubos de vacío verdaderos la llevó a cabo Irving Langmuir en los Laboratorios de investigación de General Electric (GE).

## Aplicaciones y uso

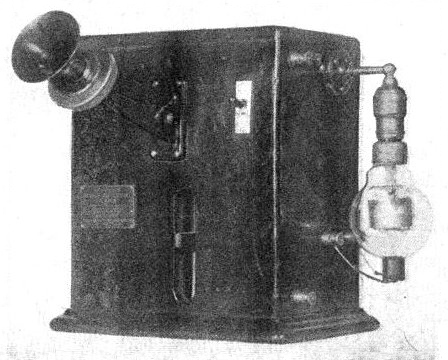
El primer transmisor de radio audión AM, construido por De Forest y anunciando en abril de 1914.

De Forest continuó fabricando y suministrando audiones a la Marina de los Estados Unidos hasta la década de 1920, para el mantenimiento de los equipos existentes. Fue el triodo de vacío lo que hizo de las prácticas de emisiones de radio una realidad.

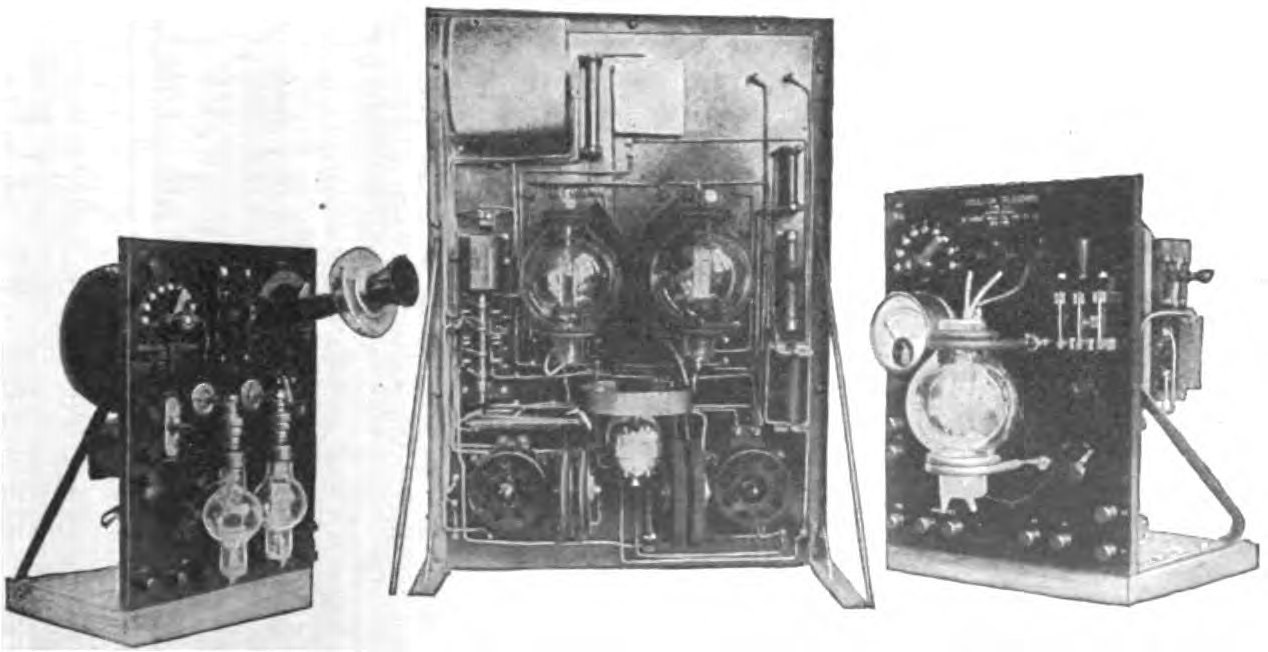
Algunos de los primeros transmisores de radio AM audión, construidos por De Forest alrededor de 1916. La invención del oscilador de audiones en 1912 hizo posible la transmisión de radio de una manera más barata, por eso llegó la radiodifusión alrededor de 1920.

Antes de la introducción del audión, los receptores de audiones habían utilizado una variedad de detectores, como cohesores, hebillas o detectores de vidrio. El detector de cristal más popular consistía en un pequeño trozo de cristal de galena sondeado por un alambre fino comúnmente referido como un "detector de bigotes de gato". Eran muy poco fiables, ya que requerían un ajuste frecuente del "bigote del gato" y no ofreció ninguna amplificación. Tales sistemas generalmente requieren que el usuario escuche la señal a través de auriculares, a veces a un volumen muy bajo, ya que la única energía disponible para hacer funcionar los audífonos era la que cogía la antena. Para una comunicación a larga distancia se necesitaban enormes antenas y mucha cantidad de energía tuvo que ser alimentada en el transmisor.

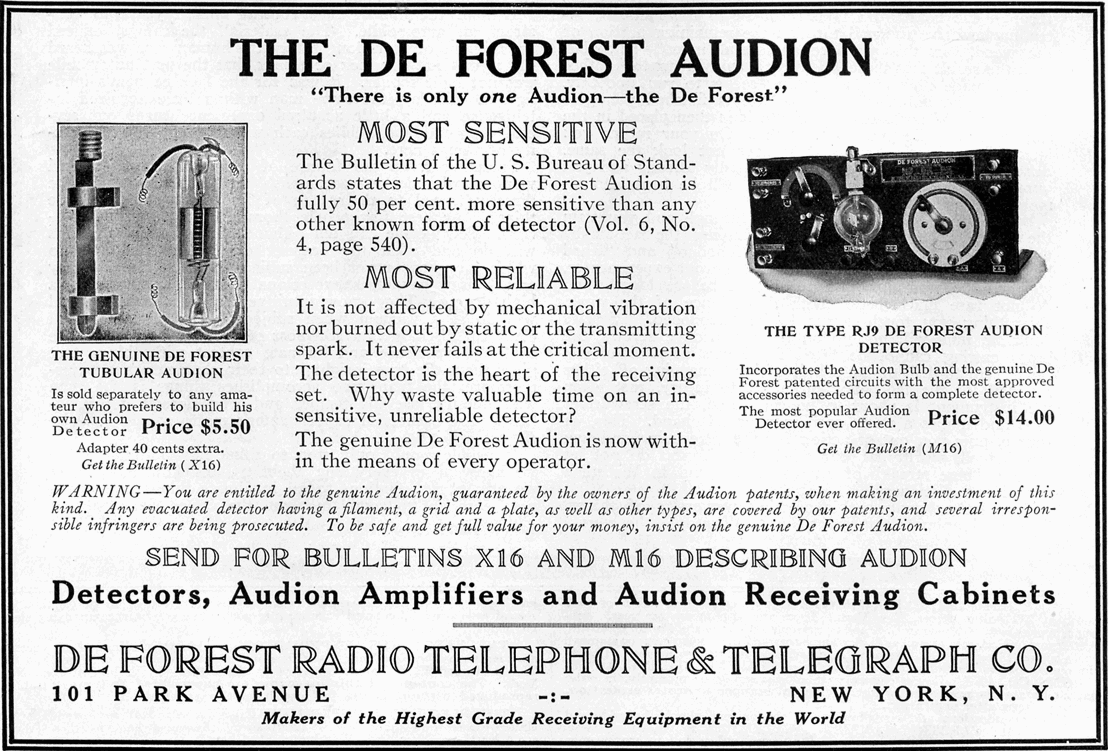
Anuncio del audión en la revista "Electrical Experimenter", 1916.

El audión supuso una mejora considerable, pero los dispositivos originales no pudieron proporcionar ninguna amplificación posterior al que se produce en el proceso de detección del señal. Los triodos de vacío posteriores permitieron que la señal se ampliara a cualquier nivel deseado, generalmente mediante la alimentación de la salida amplificada de un triodo en la red al lado, proporcionando potencia más que suficiente para manejar un altavoz de tamaño completo. Aparte de eso, fueron capaces de amplificar las señales de radio entrantes antes del proceso de detección, lo que hizo que funcionara de manera más eficiente.
Los tubos de vacío también se podían utilizar para hacer transmisores de radio superiores. La combinación de transmisores mucho más eficientes y receptores mucho más sensibles revolucionaron la comunicación por radio durante la Primera Guerra Mundial.
A finales de la década de 1920 estos tipos de "radios de tubo" comenzaron a convertirse en un accesorio de la mayoría de los hogares del mundo occidental, y se mantuvo así hasta la introducción de radios de transistores a mediados de la década de 1950.
En la electrónica moderna, el tubo de vacío ha sido ampliamente superado por los dispositivos de estado sólido como el transistor, inventado en 1947 y puesto en práctica en circuitos integrados en 1959, aunque los tubos se mantienen hasta hoy en día en aplicaciones tales como transmisores de alta potencia, amplificadores de guitarra y algunos equipos de audio de alta fidelidad.